# Szkudaj
Szkudaj [ʃkuˈdai] (deutsch Skudayen) ist ein Dorf in der polnischen Woiwodschaft Ermland-Masuren. Es gehört zur Gmina Kozłowo (Landgemeinde Groß Koslau, 1938 bis 1945 Großkosel) im Powiat Nidzicki (Kreis Neidenburg).

## Geographische Lage
Szkudaj liegt zehn Kilometer südlich der Kreisstadt Nidzica (deutsch Neidenburg) im Südwesten der Woiwodschaft Ermland-Masuren.

## Geschichte

### Ortsname
Der Name Scuday – nach 1574 Skudaien, nach 1820 Skudayen – weist auf karges und schwer zu bearbeitendes Land hin, das nur für Schafe tauglich ist. „Skudde“ ist eine sehr genügsame ostpreußische Schafrasse.

### Ortsgeschichte
Scuday wurde 1379 erwähnt. Zu dieser Zeit hatte es 20 Lehen. Zu Beginn des 18. Jahrhunderts wurde eine Dorfschule gegründet. 1782 bestand Szkudaj aus zwei Teilen, einem Adelsdorf (5 Häuser) und einem Bauerndorf (7 Häuser). Im Jahr 1818 gab es 11 Häuser und 59 Einwohner im Dorf.
Im Jahr 1858 umfasste das Dorf 1.545 Morgen Land. 1869 zählte Skudayen, Regierungsbezirk Königsberg, laut der Encyklopädie der Erd-, Völker- und Staatenkunde 83 Einwohner. Im Jahr 1871 gab es im Dorf 18 Häuser und 121 Einwohner, von denen 92 Protestanten und 29 Katholiken waren.
Zwischen 1874 und 1945 war Skudayen in den Amtsbezirk Saberau (polnisch Zaborowo) im Kreis Neidenburg eingegliedert. 1890 lebten 147 Einwohner in Skudayen, 1910 waren es 111.
Aufgrund der Bestimmungen des Versailler Vertrags stimmte die Bevölkerung im Abstimmungsgebiet Allenstein, zu dem Szkudaj gehörte, am 11. Juli 1920 über die weitere staatliche Zugehörigkeit zu Ostpreußen (und damit zu Deutschland) oder den Anschluss an Polen ab. In Szkudaj stimmte die überwiegende Mehrheit der Einwohner für den Verbleib bei Ostpreußen.
Im Jahr 1933 lebten 122 Menschen im Dorf, 1939 waren es 133.
Am 20. Januar 1945 wurde der Ort von sowjetischen Truppen besetzt und danach mit dem gesamten südlichen Ostpreußen an Polen übergeben. Skudayen erhielt die polnische Namensform „Szkudaj“ und ist heute als Sitz eines Schulzenamts (polnisch Sołectwo) eine Ortschaft im Verbund der Gmina Kozłowo (Landgemeinde Groß Koslau, 1938 bis 1945 Großkosel) im Powiat Nidzicki (Kreis Neidenburg), bis 1998 der   Woiwodschaft Olsztyn, seither der Woiwodschaft Ermland-Masuren zugehörig. Im Jahre 2011 zählte Szkudaj 63 Einwohner.

## Kirche
Bis 1945 war Skudayen in die evangelische Kirche Saberau in der Kirchenprovinz Ostpreußen der Kirche der Altpreußischen Union, außerdem in die römisch-katholische Kirche Neidenburg im Bistum Ermland eingepfarrt. Heute gehört Szkudaj katholischerseits zur Kirche in Pielgrzymowo (Pilgramsdorf), eine Filialkirche der Pfarrkirche Mariä Empfängnis und St. Adalbert Nidzica im Erzbistum Ermland, evangelischerseits zur Heilig-Kreuz-Kirche Nidzica in der Diözese Masuren der Evangelisch-Augsburgischen Kirche in Polen.

## Verkehr
Szkudaj liegt an einer Nebenstraße, die die Schnellstraße 7 (zugleich Europastraße 77) bei Powierz (Powiersen, 1938 bis 1945 Waldbeek) mit der Woiwodschaftsstraße 544 bei Iłowo-Osada (Illowo) verbindet. Eine Anbindung an den Bahnverkehr besteht nicht.

## Persönlichkeiten
- Walter Czeratzki (* 9. Dezember 1912 in Skudayen), deutscher Acker- und Pflanzenbauwissenschaftler († 1978)